# Ricikî, Koreț
Ricikî (în ucraineană Річки) este localitatea de reședință a comunei Ricikî din raionul Koreț, regiunea Rivne, Ucraina.

## Demografie
Componența lingvistică a localității Ricikî
     Ucraineană (99,8%)
     Alte limbi (0,2%)
Conform recensământului din 2001, majoritatea populației localității Ricikî era vorbitoare de ucraineană (99,8%), existând în minoritate și vorbitori de alte limbi.